# ویلیام بابتی
ویلیام بابتی (انگلیسی: William Babtie; ۷ مهٔ ۱۸۵۹ – ۱۱ اوت ۱۹۲۰) فرد نظامی اهل پادشاهی متحد بریتانیای کبیر و ایرلند بود. وی همچنین برندهٔ جوایزی همچون صلیب ویکتوریا شده‌است.